# Le Vampire de New York
Pour les articles homonymes, voir Not of This Earth.
Pour plus de détails, voir Fiche technique et Distribution.
Le Vampire de New York (Not of This Earth) est un film américain réalisé et produit par Roger Corman en 1957. 
Malgré son titre français, le film a été tourné à Los Angeles.

## Synopsis
Un agent extra-terrestre de la planète Davanna, sous la fausse identité de Johnson, a pour mission de trouver du sang humain pour sauver sa race menacée par les conséquences d'une guerre nucléaire dévastatrice. Épaulé dans son entreprise par un repris de justice en mal de reconversion et par une infirmière à plein temps qui ignore tout de sa véritable identité, il va finir par les intriguer par son attitude atypique. D'autant que la police s'inquiète de plus en plus de meurtres inexpliqués de jeunes femmes dont on a « pompé le sang ». Confondu, Johnson prend la fuite, sûr de s'en sortir grâce à ses pouvoirs, mais il a possède un point faible : celui de ne pas supporter les sons trop aigus. Aussi la sirène de la voiture de police le terrasse et il perd le contrôle de son véhicule qui explose. Mais est-il vraiment mort ?

## Fiche technique
- Titre original : Not of This Earth
- Titre français : Le Vampire de New York ou Pas de cette Terre[1]
- Réalisation : Roger Corman
- Scénario : Charles B. Griffith et Mark Hanna
- Musique : Ronald Stein
- Photographie : John J. Mescall
- Producteur : Roger Corman
- Film américain
- Langue : Anglais
- Format : Noir et blanc - 1.85 : 1
- Genre : Science-fiction
- Durée : 67 minutes
- Date de sortie : 
  - États-Unis : 10 février 1957
  - France : 20 mars 1959[1]
- Classé « Pour adultes et adolescents »

## Distribution
- Paul Birch : Paul Johnson, l'extraterrestre
- Beverly Garland : Nadine Storey, l'infirmière
- Morgan Jones : Harry Sherbourne, le compagnon policier de Nadine
- William Roerick : Dr Frederick W. Rochelle
- Dick Miller : Joe Piper, le représentant en aspirateurs
- Jonathan Haze : Jeremy Perrin
- Anna Lee Carroll : la femme venue de Davanna
- Pat Flynn : Simmons
- Barbara Bohrer : 	une serveuse
- Roy Engel : le sergent Walton
- Tamar Cooper : Joanne
- Harold Fong : la victime asiatique
- Gail Ganley : une victime

## Autour du film
Not of this Earth a fait l'objet de 2 remakes :
- Le Vampire de l'espace réalisé en 1988 par Jim Wynorski.
- Not of this Earth réalisé en 1997 par Terence H. Winkless.